# Microtus chrotorrhinus
Microtus chrotorrhinus (Полівка скельна) — вид гризунів родини Хом'якові (Cricetidae).

## Проживання
Країни проживання: Канада (Лабрадор, Нью-Брансвік, Нова Шотландія, Онтаріо, Квебек), США (Мен, Меріленд, Міннесота, Нью-Гемпшир, Нью-Йорк, Північна Кароліна, Пенсильванія, Південна Кароліна, Вермонт, Вірджинія, Західна Вірджинія). Зустрічаються на вологих скелястих схилах.

## Морфологічні особливості
Має короткі вуха і довгий хвіст, який блідіший знизу. Хутро сірувато-коричневе з сірим низом і жовтуватим носом. Довжина: 15 см, 5-см хвіст, важить близько 39 гр.

## Життя
Зазвичай живуть у невеликих колоніях. Харчуються травами, мохами, підземними грибами і ягодами, іноді на гусеницями. Хижаки: яструби, сови, змії і малі м'ясоїдні ссавці. Мають два або три виводки, по 4—7 дитинчат, на рік. Активні цілий рік, в основному протягом дня.